# سلطنت ملوا
سلطنت ملوا یکی از پادشاهی‌های مهم در اواخر قرون وسطی بود که از سال ۱۴۰۱ تا ۱۵۶۲ میلادی، بخش‌هایی از سرزمین‌های امروزی ایالت مادیا پرادش و جنوب شرقی راجستان هند را در بر می‌گرفت. این سلطنت به دست دلاور خان، از تبار افغان (یا خلج-افغانی)، بنیان نهاده شد؛ او پس از حملهٔ تیمور و فروپاشی سلطنت دهلی در سال ۱۴۰۱، توانست مالوا را به عنوان قلمرویی مستقل پایه‌گذاری کند.پس از نبرد گاگرون در سال 1519، بخش عمده‌ای از سلطنت برای مدتی کوتاه تحت کنترل مهارانا سانگا، فرمانروای میوار، قرار گرفت. او یکی از دست‌نشاندگان خود، مدینی رای، را به‌عنوان حاکم این منطقه منصوب کرد. در سال 1562، این سلطنت به‌دست امپراتوری مغول به رهبری اکبر کبیر فتح شد و به یکی از سوبه‌های (استان‌های) امپراتوری مغول تبدیل گردید. در طول دوران موجودیت خود، این سلطنت عمدتاً توسط سلسله‌های افغان و خلج-افغان اداره می‌شد.

## تاریخچه

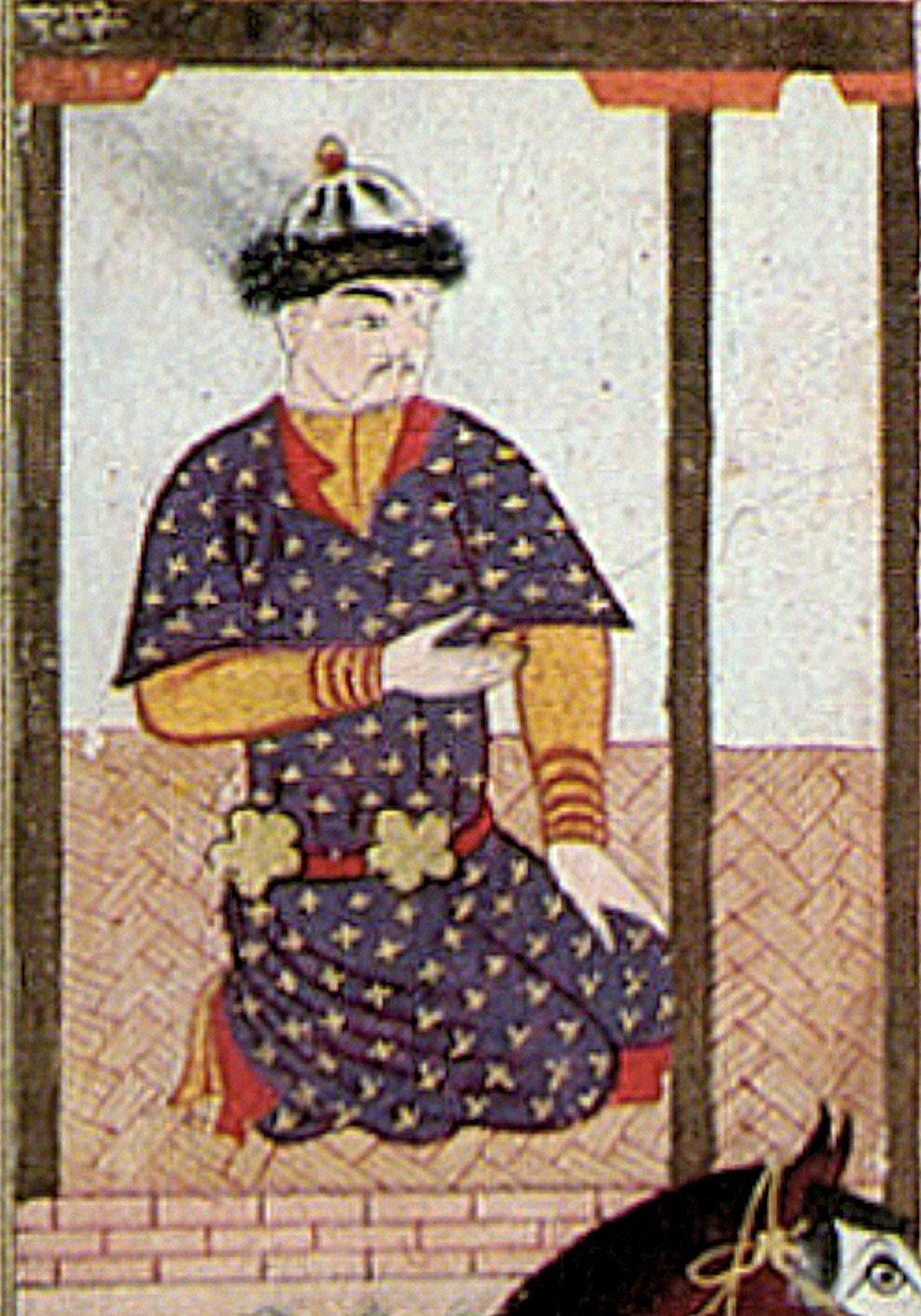

دلاور خان غوری، فرماندار افغان یا خلج-افغان سلطنت دهلی بود. دلاور خان پس از سال 1392 از پرداخت خراج به دهلی دست کشیده بود. در سال 1437، سلسله غوریِ دلاور خان توسط محمود خان، از نوادگان خلج-افغانِ سلسله خلجیِ سلطنت دهلی، سرنگون شد پس از برکناری خلجی‌ها، شجاعت خان، فرماندار افغانِ مالوا تحت فرمان شیرشاه سوری، بر آن حکومت کرد. پسر شجاعت خان، باز بهادر، در سال 1555 استقلال خود را اعلام کرد و تا پایان سلطنت مالوا حکومت کرد
سلسله غوریان
سلطنت ملوا توسط دلاور خان غوری ، فرماندار مالوا از سلطنت دهلی ، تأسیس شد که استقلال خود را در سال ۱۳۹۲ اعلام کرد و "سلسله غوری" را تأسیس کرد، اما تا سال ۱۴۰۱ عملاً پرچم سلطنت را به دست نگرفت. در ابتدا دهر پایتخت پادشاهی جدید بود، اما خیلی زود به ماندو منتقل شد که به شادی‌آباد تغییر داد. 